# Bahnstrecke Bad Kreuznach–St. Johann
| Triebwagen auf dem Stadthausplatz, 1906 |                     |                                  |                                  |
| Kursbuchstrecke: | 277 (1946)          |                                  |                                  |
| Streckenlänge: | 15,8 km             |                                  |                                  |
| Spurweite: | 1000 mm (Meterspur) |                                  |                                  |
| Zweigleisigkeit: | nein                |                                  |                                  |
| |                     |                                  |                                  |
| \| \| \| \| \| \| \| 0,0 \| Bismarckplatz (heute: Kornmarkt) \| Bismarckplatz (heute: Kornmarkt) \| \| \| \| nach Bad Münster am Stein \| \| \| \| \| \| \| \| \| \| Bahnhof Bad Kreuznach \| \| \| \| 0,6 \| Bahnhof Bad Kreuznach \| Bahnhof Bad Kreuznach \| \| \| \| Nahetalbahn \| \| \| \| \| \| \| \| \| \| Straßenbahndepot \| \| \| \| \| Lämmerbrücke \| \| \| \| \| Seifenfabrik \| \| \| \| \| Preußen / Hessen \| \| \| \| 5,1 \| Bosenheim \| Bosenheim \| \| \| 7,9 \| Pfaffen-Schwabenheim \| Pfaffen-Schwabenheim \| \| \| \| Appelbach \| \| \| \| 9,8 \| Badenheim \| Badenheim \| \| \| \| Bahnhof Badenheim \| \| \| \| \| \| \| \| \| \| Bahnstrecke Sprendlingen–Fürfeld \| \| \| \| \| Rheinhessenbahn \| \| \| \| 13,3 \| Bahnhof Sprendlingen \| Bahnhof Sprendlingen \| \| \| \| \| \| \| \| \| Stichgleis zum Empfangsgebäude \| \| \| \| \| Sprendlingen Markt \| \| \| \| 15,8 \| St. Johann \| St. Johann \| |                     |                                  |                                  |
| Strecke (außer Betrieb) |                     |                                  |                                  |
| Bahnhof (Strecke außer Betrieb) | 0,0                 | Bismarckplatz (heute: Kornmarkt) | Bismarckplatz (heute: Kornmarkt) |
| Abzweig geradeaus, nach rechts und von rechts (Strecke außer Betrieb) |                     | nach Bad Münster am Stein        | nach Bad Münster am Stein        |
| Abzweig geradeaus und nach links (Strecke außer Betrieb) · Strecke von rechts (außer Betrieb) |                     |                                  |                                  |
| Strecke (außer Betrieb) · Betriebs-/Güterbahnhof Streckenende (Strecke außer Betrieb) |                     | Bahnhof Bad Kreuznach            | Bahnhof Bad Kreuznach            |
| Haltepunkt / Haltestelle (Strecke außer Betrieb) | 0,6                 | Bahnhof Bad Kreuznach            | Bahnhof Bad Kreuznach            |
| Kreuzung geradeaus oben (Strecken außer Betrieb) |                     | Nahetalbahn                      | Nahetalbahn                      |
| Strecke von links (außer Betrieb) · Abzweig geradeaus und nach rechts (Strecke außer Betrieb) |                     |                                  |                                  |
| Betriebs-/Güterbahnhof Streckenende (Strecke außer Betrieb) · Strecke (außer Betrieb) |                     | Straßenbahndepot                 | Straßenbahndepot                 |
| Haltepunkt / Haltestelle (Strecke außer Betrieb) |                     | Lämmerbrücke                     | Lämmerbrücke                     |
| Haltepunkt / Haltestelle (Strecke außer Betrieb) |                     | Seifenfabrik                     | Seifenfabrik                     |
| Grenze (Strecke außer Betrieb) |                     | Preußen / Hessen                 | Preußen / Hessen                 |
| Bahnhof (Strecke außer Betrieb) | 5,1                 | Bosenheim                        | Bosenheim                        |
| Bahnhof (Strecke außer Betrieb) | 7,9                 | Pfaffen-Schwabenheim             | Pfaffen-Schwabenheim             |
| Brücke über Wasserlauf (Strecke außer Betrieb) |                     | Appelbach                        | Appelbach                        |
| Bahnhof (Strecke außer Betrieb) | 9,8                 | Badenheim                        | Badenheim                        |
| Kopfbahnhof Streckenanfang (Strecke außer Betrieb) · Strecke (außer Betrieb) |                     | Bahnhof Badenheim                | Bahnhof Badenheim                |
| Strecke nach links (außer Betrieb) · Abzweig geradeaus und von rechts (Strecke außer Betrieb) |                     |                                  |                                  |
| Kreuzung geradeaus oben (Strecken außer Betrieb) |                     | Bahnstrecke Sprendlingen–Fürfeld | Bahnstrecke Sprendlingen–Fürfeld |
| Kreuzung geradeaus unten (Strecken außer Betrieb) |                     | Rheinhessenbahn                  | Rheinhessenbahn                  |
| Bahnhof (Strecke außer Betrieb) | 13,3                | Bahnhof Sprendlingen             | Bahnhof Sprendlingen             |
| Abzweig geradeaus und nach links (Strecke außer Betrieb) · Strecke von rechts (außer Betrieb) |                     |                                  |                                  |
| Strecke (außer Betrieb) |                     | Stichgleis zum Empfangsgebäude   | Stichgleis zum Empfangsgebäude   |
| Bahnhof (Strecke außer Betrieb) |                     | Sprendlingen Markt               | Sprendlingen Markt               |
| Kopfbahnhof Streckenende (Strecke außer Betrieb) | 15,8                | St. Johann                       | St. Johann                       |

Die Bahnstrecke Bad Kreuznach–St. Johann war eine Überlandstraßenbahn der Kreuznacher Straßen- und Vorortbahnen, die von 1912 bis 1953 betrieben wurde.

## Technische Parameter
Die Strecke war meterspurig, elektrifiziert und 15,8 km lang. Im Personenverkehr wurden Straßenbahnfahrzeuge eingesetzt. Es wurde aber auch Güterverkehr angeboten. Dafür gab es Elektrolokomotiven und Rollböcke, um normalspurige Güterwagen der Staatsbahn befördern zu können.

## Verkehrsgeografie
Die Strecke führte vom Bismarckplatz (heute: Kornmarkt) über den Bahnhof Bad Kreuznach in östlicher Richtung, am Straßenbahndepot vorbei aus Kreuznach hinaus, überquerte die Landesgrenze zwischen Preußen und Hessen und führte nach Badenheim (9,8 km). Hier überquerte sie die Bahnstrecke Sprendlingen–Fürfeld, in Sprendlingen die Bahnstrecke Worms–Bingen Stadt (Rheinhessenbahn). In St. Johann, der Endstation angekommen, hatte die Strecke eine Steigung von etwa 200 m genommen.

## Geschichte
Seit 1906 betrieben die Kreuznacher Straßen- und Vorortbahnen eine Straßenbahn in Kreuznach, die auch über den südlichen Ortsrand in die Nachbargemeinde Bad Münster führte. 1911 kam die Linie 2 mit der Strecke Kreuznach–Langenlonsheim hinzu.

### Bau
Lange diskutiert wurde über eine Strecke nach St. Johann, eine Querverbindung in den östlich angrenzenden hessischen Landkreis Alzey. Die Diskussion um die Strecke zog sich hin. Zum einen leistete Sprendlingen Widerstand, zum anderen wurde die Idee in die Diskussion eingebracht, ob eine Verbindung in Normalspur nicht sinnvoller sei.
Zustande kam schließlich ein Streckenneubau von knapp 14,5 km in Meterspur, davon etwa 13 km mit eigenem Gleiskörper. Gebaut wurde die Strecke, wie schon die beiden anderen, von der Eisenbahnbau-Gesellschaft Becker & Co GmbH, Berlin. Deren Geschäftsmodell bestand darin, mit dem für den Betrieb der Straßenbahn erforderlichen Elektrizitätswerk zugleich die Anliegergemeinden mit Strom für das öffentliche Netz zu versorgen. Deshalb wurden, als die Strecke in Betrieb ging, die Anliegergemeinden mit einer öffentlichen Stromversorgung versehen und an das Elektrizitätswerk in Kreuznach angeschlossen.

### Betrieb
Die Strecke nahm am 7. November 1912 bis Badenheim und am 21. Dezember 1912 bis St. Johann als Linie 3 ihren Betrieb auf. 
Die Wagen der Linie 3  führten eine weiß-rote Scheibe als Erkennungszeichen. Etwa 15 bis 20 Mal am Tag verkehrten Zugpaare, jedoch ohne Taktfahrplan. Nachdem 1938 die Strecke nach Langenlonsheim aufgegeben wurde, erhielt die Verbindung nach St. Johann die Liniennummer „2“. Der Fahrplan der Linie war zeitweise auch in Eisenbahn-Kursbüchern abgedruckt.
Über den Linienbetrieb im Personenverkehr erfolgte auf der Strecke auch Güterverkehr: In Sprendlingen gab es eine Rollbockgrube, wo normalspurige Güterwagen auf Rollböcke verladen werden konnten. Die Güterzüge wurden durch Elektrolokomotiven gezogen. Die Strecke wies insgesamt fünf private Anschlussgleise von 1,89 km, unter anderem zu Raiffeisen in St. Johann, sowie zusätzlich Ladegleise auf. Zwischen Bosenheim und Sprendlingen beförderte die Straßenbahn zudem Postsendungen.
Die Strecke wurde während des Zweiten Weltkriegs weiter befahren. Nach Luftangriffen und Brückensprengungen 1944/45 kam es zu Einschränkungen sowie zu einer Einstellung des Betriebs von Mai bis Dezember 1945. 1946 wurde der Verkehr wieder aufgenommen. Wie in vielen anderen deutschen Städten wurden die veralteten Straßenbahnwagen in Bad Kreuznach mehr und mehr als Verkehrshindernis betrachtet. Außerdem fehlten Wille und Mittel für eine Modernisierung der Fahrzeuge und der Infrastruktur. Der Straßenbahnbetrieb wurde deshalb am 5. Januar 1953 insgesamt eingestellt und durch Omnibusse ersetzt.